# Personzentrierter Ansatz (Psychotherapie)
Der Personzentrierte Ansatz, der auf den amerikanischen Psychologen Carl Rogers (1902–1987) zurückgeht, ist eine Weiterentwicklung aus einer spezifischen Form der Psychotherapie, nämlich der Gesprächspsychotherapie. Dieser weltweit verbreitete Psychotherapieansatz ist in erster Linie eine klinisch-psychologische Behandlungsmethode für psychisch beeinträchtigte Menschen und gilt heute als eines der klassischen Psychotherapieverfahren der humanistischen Psychologie. Der Ansatz wurde in Abgrenzung zu direktiven und interpretativen Vorgangsweisen und dem medizinischen Modell in Beratung und Psychotherapie entwickelt.
Es wird von der Überzeugung ausgegangen, dass der Mensch über ein ihm innewohnendes Potenzial zur Persönlichkeitsentwicklung und konstruktiven Gestaltung seines Lebens verfügt, welches sich in Begegnung von Person zu Person entfalten und verwirklichen kann (sog. Aktualisierungstendenz).
Die Personenzentrierte Psychotherapie und Beratung (auch: Klientenzentrierte Psychotherapie und Beratung) geht konsequent von den Erfahrungen und der Welt der Person (der Klientin) aus, die als Expertin für ihr Erleben gesehen wird. Die professionelle Hilfe durch personenzentrierte Psychotherapeuten oder Berater wird in einem Klima der Freiheit und Offenheit angeboten und durch Grundhaltungen begünstigt, die von bedingungsfreier Wertschätzung, Einfühlung und Echtheit (auch „Kongruenz“) getragen sind. So kann die persönliche Entwicklung fördernd begleitet werden. Der psychische Wachstumsprozess, der sich in und durch die Beziehungen zur Mitwelt vollzieht, ermöglicht es der Klientin oder dem Klienten, mehr Vertrauen zu sich selbst zu gewinnen und sich zunehmend eigenverantwortlich entscheiden zu können.
Medium der Therapie oder Beratung ist das Gespräch und andere (körperliche, spielerische, kreative, künstlerische) Ausdrucks- und Kommunikationsmöglichkeiten, die nur im Hinblick darauf zur Anwendung kommen, dass der Kontakt des Klienten zu sich selbst und zum Psychotherapeuten gefördert und existenzielle Begegnung ermöglicht werden sollen. Die Wahl der Mittel bleibt dem Klienten überlassen.
In Deutschland wurde der Personzentrierte Ansatz in den 60er-Jahren bekannt und verbreitet. In der BRD haben die Hamburger Psychologen Anne-Marie Tausch und Professor Reinhard Tausch den Ansatz als Gesprächspsychotherapie eingeführt, in der ehemaligen DDR die Ost-Berliner Professorin Inge Frohburg und Professor Johannes Helm.